# Claude Pérez
Claude Pérez est un critique littéraire et écrivain français né en Saintonge en 1951.

## Éléments biographiques
Claude Pérez a longtemps vécu à l’étranger, puis il s'est installé en France, vivant à Nice. Il enseigne et mène des travaux de recherche au sein de l'Université Aix-Marseille. Il crée un diplôme de doctorat de création artistique et littéraire en 2012.
Ses travaux universitaires portent notamment sur Paul Claudel, Jean Paulhan, sur la littérature française contemporaine et sur l'histoire et l'anthropologie de l'imagination.
Il est membre du conseil d'administration de la Société Paul-Claudel.

## Publications
Sous le nom de Claude Pérez
- Petite suite turque, Fata Morgana, 2000
- Amie la sorcière, Verdier, 2001
- Conservateur des Dangalys, Verdier, 2004
- L'Ombre double, Fata Morgana, 2007
- Paul Claudel Je suis le contradictoire, biographie  Editions du Cerf 2021
  - Grand prix catholique de littérature
- Camille Claudel, biographie  Editions du Cerf 2024

Sous le nom de Claude-Pierre Pérez
- Correspondance Jean Paulhan-Roger Caillois, édition établie et annotée avec Odile Felgine, Gallimard, 1991.
- Le Défini et l’inépuisable. Essai sur Connaissance de l’Est, de Paul Claudel, Les Belles Lettres, 1995.
- Le Visible et l’invisible, Pour une archéologie de la poétique claudélienne, Les Belles Lettres, 1998.
- Jean Paulhan : le clair et l’obscur, réunion des actes du colloque de Cerisy-la-Salle, Gallimard, 1999.
- Paul Claudel, collection « Mentor », éditions Ellipses, 2000.
- Paul Éluard et Jean Paulhan, Correspondance 1919-1944, Édition établie et annotée en collaboration avec O. Felgine, Éditions Claire Paulhan, 2003.
- Les Infortunes de l'imagination, Presses Universitaires de Vincennes, 2010.